# Невесиньская олимпиада
Невесиньская олимпиада (серб. Невесињска олимпијада) — традиционное спортивное и культурное мероприятие, которое проводит община Невесинье при поддержке Министерства по делам семьи, молодежи и спорта Республики Сербской. Олимпиада проводится в августе каждого года на Братачком лугу. В августе 2011 года была проведена 136-я по счету олимпиада. Корни этого мероприятия идут из 1850 года, а первый посвященный олимпиаде плакат датируется 1891 годом. Когда Герцеговина принадлежала туркам, на Братачком лугу шла подготовка кавалерийских подразделений турецкой армии. Там же устраивались и скачки. Постепенно, они переросли в спортивные соревнования, куда в качестве участников и зрителей собиралось множество сербов, населявших этот край. Традиция Невесиньской олимпиады сохранялась и в Австро-Венгрии, а в Югославии она получила статус союзного соревнования, участие в котором принимали спортсмены со всей страны. 